# Gijaga, Sagar
Gijaga là một làng thuộc tehsil Sagar, huyện Shimoga, bang Karnataka, Ấn Độ.